# Мала Нітра
Мала Нітра (словац. Malá Nitra) — річка в Словаччині, колись відгалуження Нітри, протікає в округах Нітра і Нове Замки.
Довжина — 31.1 км; площа водозбору 76,6 км².
Витікає з основного річища на території міста Нітра.
Впадає у Нітру на території міста Шурани.